# أفيانكا البيرو
أفيانكا البيرو (بالإنجليزية: Avianca Perú) كانت شركة طيران يقع مقرها في ليما بدولة بيرو، وكانت تتخذ من مطار خورخي تشافيز الدولي مطارا رئيسيا لعملياتها.

## تاريخ
في 10 مايو 2020 أعلنت شركة أفيانكا الإفلاس بموجب الفصل 11 في محكمة في نيويورك بالولايات المتحدة وقامت بتصفية شركة أفيانكا البيرو التابعة لها، لتصبح أولى شركات الطيران الكبرى في العالم التي تفشل نتيجة أزمة جائحة فيروس كورونا 2020.

## الأسطول

### الأسطول الحالي
يتكون أسطول الشركة من الطائرات التالية:
| الطائرة        | في الخدمة | الطلبيات | الركاب | الركاب   | الركاب  | ملاحظات |
| الطائرة        | في الخدمة | الطلبيات | أعمال  | اقتصادية | المجموع | ملاحظات |
| -------------- | --------- | -------- | ------ | -------- | ------- | ------- |
| إيرباص إيه 320 | 10        | —        | 12     | 108      | 120     |         |
| إيرباص إيه 320 | 8         | —        | 12     | 138      | 150     |         |
| إيرباص إيه 330 | 2         | —        | 30     | 222      | 252     |         |
| المجموع        | 20        | —        |        |          |         |         |